# Satyananda
Swami Satyananda Saraswati (IAST: Svāmī Satyānanda Sarasvatī; * 25. Dezember 1923 in Almora, Indien; † 5. Dezember 2009 in Rikhia, Jharkhand), von seinen Anhängern mit dem spirituellen Ehrentitel Paramahamsa bezeichnet, war ein indischer Yoga-Meister. Er ist der Begründer der Bihar School of Yoga, die sich mit der Erforschung von Yoga beschäftigt.

## Biografie

### Frühes Leben
Swami Satyananda Saraswati wurde 1923 in Almora, Uttaranchal, in eine Familie von Bauern und Kshatriyas hineingeboren.
In jungen Jahren wurde ihm eine klassische Ausbildung zuteil, so studierte er Sanskrit, die Veden und die Upanishaden. Seinen eigenen Aussagen entsprechend begann er im Alter von sechs Jahren spirituelle Erfahrungen zu erleben. Sein Bewusstsein verließ spontan den Körper, während er sich selbst regungslos auf dem Boden liegen sah. Viele Heilige und sadhus segneten ihn und versicherten seinen Eltern, dass sein Bewusstsein weit entwickelt sei. Diese Erfahrungen, während denen sich seine Bewusstheit vom Körper löste, wiederholten sich und wiesen ihm den Weg zu unzähligen Heiligen jener Zeit, wie z. B. Anandamayi Ma. Er lernte auch eine tantrische Bhairavi kennen, Sukhman Giri, die ihm Shaktipat gab und ihn anwies, einen Guru zu finden, um seine spirituellen Erfahrungen zu stabilisieren. In einer seiner frühen Veröffentlichungen Yoga from Shore to Shore, erklärte er, dass er während der Meditation bewusstlos wurde und fügte hinzu: "Eines Tages traf ich einen Mahatma, einen großen Heiligen, der bei meinem Geburtsort vorbeikam… Er wies mich an, einen Guru zu finden.
Im Alter von achtzehn Jahren verließ er sein Zuhause, um seinen spirituellen Meister zu suchen. Im Jahr 1943, im Alter von zwanzig Jahren, traf er schließlich seinen Guru Swami Sivananda Saraswati und ging zu ihm, um in Sivanandas Ashram in Rishikesh zu leben. Swami Sivananda weihte ihn am 12. September 1947 am Ufer des Ganges in den Dashnami Sannyasa Orden ein und gab ihm den Namen Swami Satyananda Saraswati. Er blieb weitere neun Jahre bei Swami Sivananda, erhielt aber nur wenige formale Unterweisungen von ihm.

### Bihar School of Yoga
Im Jahr 1956 entsendete Swami Sivananda Swami Satyananda, um die Lehren des Integralen Yogas zu verbreiten. Swami Satyananda machte Munger in Bihar zu seiner Basis, zu der er immer wieder zurückkehrte und wanderte für die nächsten sieben Jahre als Bettelmönch durch Indien, Afghanistan, Nepal, Burma und Ceylon. Bei mehreren Gelegenheiten erklärte er aber auch, er reiste hauptsächlich durch Indien. In dieser Phase seines Lebens weitete er sein Wissen über spirituelle Übungen aus und verbrachte immer wieder Zeit in Abgeschiedenheit und Isolation, um sich seinem eigenen Sadhana zu widmen.
1962 gründete Swami Satyananda das „International Yoga Fellowship Movement (IYFM)“ in Rajnandgaon. Fortan inspirierte IYFM in Indien und auch weltweit, den Aufbau von Ashrams und Yoga Zentren, die Swami Satyananda spirituell begleitete.
Im Jahr 1964 gründete er die Bihar School of Yoga (BSY) in Munger, mit der Absicht, ein Ausbildungszentrum für zukünftige Yoga Lehrer zu schaffen, an dem Yoga Lehrgänge anboten werden sollten.
Von Beginn weg waren unter den Teilnehmern der Kurse an der BSY Menschen aus Indien und der ganzen Welt. Einige dieser Teilnehmer wiederum luden Swami Satyananda ein, in ihren eigenen Ländern zu unterrichten und so begann seine internationale Lehrtätigkeit. Für die nächsten zwanzig Jahre hielt er Vorträge und Unterweisungen und reiste unermüdlich um die Welt, einschließlich einer Tournee durch Europa, Australien, Neuseeland, Japan, Singapur, Nordamerika zwischen April und Oktober 1968. In dieser Zeit begannen auch Teilnehmer seiner Ausbildungen in ihren jeweiligen Heimatländern Zentren aufzubauen um seine Lehre weitergeben zu können.

### Rikhiapeeth
1988 verließ Swami Satyananda Munger, zog sich von der aktiven Rolle der Leitung seiner Ashrams und seiner Organisation zurück und übergab die Verantwortung seinem spirituellen Nachfolger, Swami Niranjanananda Saraswati.
Im September 1989 ließ er sich in Rikhia, Deoghar, Jharkhand nieder und lebte fortan als Paramahamsa Sannyasin. Er widmete sich vedischer Sadhanas, darunter Panchagni, ein intensives Tapasya, das für Frieden, Fülle und Wohlbefinden für alle durchgeführt wird. Diese Form der Askese findet im Freien inmitten von vier lodernden Feuern (mit der Sonne als fünftes Feuer) statt, von Makar Sankranti (Mitte Januar) bis Karka Sankranti (Mitte Juli). Er schilderte, dass ihm während dem Panchagni Sadhana von höherer (göttlicher) Ebene der Auftrag offenbart wurde: „Kümmere dich um deine Nachbarn, so wie ich mich um dich gekümmert habe“.
In Rikhia führte er das 12-jährige Rajasooya Yajna durch. Es begann 1995 mit dem ersten Sat Chandi Maha Yajna, bei dem die Kosmische Mutter durch eine tantrische Zeremonie angerufen wird. Während dieses Ereignisses gab Sri Swami Satyananda seinen spirituellen und seinen Sannyasa Sankalpa an Swami Niranjanananda weiter.
Während seiner Zeit in Rikhia entstanden mit seiner Initiative Häuser für die Obdachlosen und gleichzeitig wurde der Rikhiapeeth Ashram aufgebaut. Alle von ihm initiierten Aktivitäten basieren auf den drei Grundprinzipien der Lehren Sri Swami Sivanandas – dienen, lieben und geben. Die Aktivitäten von Sivananda Math, das von Swami Satyananda gegründete Hilfswerk, ermöglichen kostenlose medizinische Versorgung für Menschen in Rikhia und den umliegenden Dörfern und gewährleisten, dass die Grundbedürfnisse der unterprivilegierten Menschen der Region gedeckt werden können. In einem weiteren Schritt wurden Methoden angewendet, um die Dorfbewohner zu unterstützen, ihre eigenen Mittel zum Lebensunterhalt zu entwickeln, mit dem Ziel eine selbsttragende Gesellschaft zu fördern.
Im Jahr 2009 verließ Swami Satyananda bewusst seinen Körper und erlangte um Mitternacht des 5. Dezember Mahasamadhi.

## Lehren
Das von Swami Satyananda entwickelte Yoga System basiert auf den Yoga Lehren von Swami Sivananda. Es vermittelt einen integralen Ansatz. Anstatt Yoga auf eine Übungspraxis oder Philosophie zu reduzieren, vermittelte er Yoga als ganzheitlichen Lebensstil, welcher die Lebensqualität, einschließlich der täglichen Aktivitäten, Interaktionen, Gedanken und Emotionen verbessern soll.
Dieses integrale System kombiniert die sechs Hauptwege des Yoga. Hatha Yoga, Raja Yoga und Kriya Yoga werden als die äußeren Yoga Wege bezeichnet, da sie sich auf die Verbesserung der Qualität von Körper und Geist, des Ausdrucks der Sinne und des Verhaltens konzentrieren. Sie zielen auf das Auflösen von Konditionierungen und die Feinabstimmung der verschiedenen Aspekte der Persönlichkeit ab. Karma Yoga, Bhakti Yoga und Jnana Yoga werden als die inneren Yoga Wege bezeichnet, da sie sich mit der Kultivierung einer positiven Einstellung zum Leben und mit dem kreativen Lebensausdruck befassen. Auf der Grundlage von Erfahrung, Verständnis und Sadhana (anhaltende und regelmäßige Praxis) kann der Übende eine positive Lebenseinstellung und Wahrnehmung entwickeln, wodurch sich die positiven, inneren Qualitäten auszudrücken beginnen.
Auf diese Weise spricht das Satyananda Yoga System die Qualitäten von Kopf, Herz und Händen – Intellekt, Emotion und Handlung – an und versucht, die physischen, mentalen, emotionalen und spirituellen Dimensionen des Yoga in jede Übung zu integrieren.

### Hatha Yoga
Die zeitgenössische Entwicklung im Yoga hat Hatha Yoga als den populärsten Yoga Weg hervorgebracht. Das eigentliche Ziel, wie es ursprünglich von Yogis angestrebt wurde, wird jedoch oft vernachlässigt. Hatha Yoga wird im Allgemeinen auf das Üben von Körperhaltungen für die körperliche Fitness reduziert.
Swami Satyananda entwickelte Hatha Yoga, indem er die ursprüngliche Intention beibehielt, nämlich das Gleichgewicht zwischen den beiden Hauptkräften des Lebens, Prana Shakti oder Vitalkraft und Chitta Shakti oder Mentalkraft herzustellen. Dies ist die Bedeutung des Wortes Hatha, was eine Kombination ist aus dem Mantra Ham, welches für pranische Energie steht und dem Mantra Tham, welches für die mentale Energie steht. Die klassischen Hatha Yoga Texte besagen, dass, wenn diese Energien ausgeglichen sind, eine dritte Kraft – Sushumna Nadi – im Zentrum des Rückenmarks erwacht. Und dass sich Letzteres durch einen inneren Zustand der Harmonie, des Friedens, des Verständnisses und der Weisheit ausdrückt. Schließlich erwacht das Ajna Chakra, ein Energiezentrum im Mittelhirn, was zu der Erfahrung von reinem transzendentalen Gewahrsein führt.
Zwei klassische Texte über Hatha Yoga sind allgemein bekannt: die Hatha Yoga Pradipika von Yogi Swatmarama mit starker Ausrichtung auf das Erlangen von vollständiger körperlicher Gesundheit und Ausgeglichenheit. Sie stellt die Lehren vor, die für Menschen, welche in der Gesellschaft leben, geeignet sind. Außerdem die Gheranda Samhita des Weisen Gheranda, die sich mehr auf die mentalen, psychologischen und spirituellen Aspekte konzentriert. Sie bildet die Basis für das Üben von Hatha Yoga für Sadhakas, Yogis und Sannyasins.

Basierend auf den oben erwähnten klassischen Texten, wissenschaftlichen Forschungen und seiner immensen persönlichen Erfahrung präsentierte Swami Satyananda Hatha Yoga in seinem unvergleichlichen Werk Asana Pranayama Mudra Bandha (APMB), das in zahlreiche Sprachen übersetzt wurde und eines der am weitesten verbreiteten Lehrbücher zu diesem Thema ist. Es ist in moderner und leicht verständlicher Sprache geschrieben und stellt den ursprünglichen, klassischen Ansatz des Hatha Yoga vor, indem alle relevanten Aspekte in klassischer Progression integriert geübt werden.
In seinem einzigartigen und praktischen Ansatz erklärt Swami Satyananda die Shatkarmas (sechs Reinigungstechniken) auf leicht verständliche Weise und verschafft so normalen Yoga Übenden den Zugang zu Techniken wie Neti (Nasenspülung), Kunjal Kriya (Magenspülung) und Shankaprakshalana (Darmspülung), um körperliche Reinigung und Gesundheit als Grundlage für weitere Schritte im Sadhana zu erlangen.
Aus der Sammlung subtiler Übungen, die als Sukshma Vyama bekannt sind, extrahierte Swami Satyananda die wesentlichsten und strukturierte sie in den Pawanmuktasana Serien 1–3. Diese meist sanften Übungen, die gewöhnlich auf dynamische Weise ausgeführt werden, zielen darauf ab, Blockaden zu lösen und den Übenden auf die klassischen Haltungen vorzubereiten. Die Pawanmuktasana Serien sind eine der wichtigsten Komponenten des Hatha Yoga und einer der besonderen Beiträge der Lehren von Swami Satyananda.
Weiter strukturierte er die klassischen Asanas in Stehende, Rück- und Vorbeugen sowie Dreh- und Umkehrhaltungen und ordnete sie den Kategorien Anfänger, Mittelstufe und Fortgeschrittene zu. Für jede Technik stellte er nicht nur die physischen Komponenten dar, sondern erklärte auch die energetischen und mentalen Aspekte und die damit verbundene Chakra und Mantra Bewusstheit. Asanas waren keine zufälligen Übungen mehr, sondern konnten in einer systematischen und progressiven Abfolge eingesetzt werden.
Swami Satyananda war einer der ersten Yoga Exponenten, der die Wissenschaft des Pranayama öffentlich lehrte. Die Präzision seiner Darstellung der verschiedenen klassischen Techniken und deren progressiven Stufen vom Anfänger- bis zum Fortgeschrittenen-Niveau ist beispiellos. Er gliederte die Techniken in die Gruppen der aktivierenden, beruhigenden und ausgleichenden Techniken und vermittelte den Übenden die Systematik dieser komplexen Wissenschaft.
In ähnlicher Weise war er es, der Mudra und Bandha (Gesten und innere Verschlusstechniken) als Werkzeuge vorstellte, um mentale und pranische Stabilität zu erlangen und Energieflüsse
im Inneren umzulenken, mit dem Ziel, den Zugang zu den meditativen Zustände von Pratyahara, Dharana und Dhyana zu ermöglichen.

### Raja Yoga
Sobald Körper, Prana und Geist mit Hatha Yoga vorbereitet und ein Zustand der Leichtigkeit und Gesundheit erreicht sind, zielt Raja Yoga darauf ab, die zerstreuten mentalen Energien zu bündeln und die Bewegungen des Geistes zu stillen. Wie im Hatha Yoga gibt es auch im Raja Yoga zwei Wege, das Samkhya System für Menschen, welche in der Gesellschaft leben und das vedische System für Sadhakas und Sannyasins.
Der heutzutage bekannteste Raja Yoga Text ist das Yoga Sutra des Weisen Patanjali, welches auf der Philosophie des Samkhya Systems basiert. Patanjalis Lehre, der als Ashtangayoga (der achtgliedrige Yoga Pfad) bekannte sequentiellen Prozess, bewegt sich rund um die Entwicklung des Drashta (Beobachtungsfähigkeit). Durch fortlaufende Ausdehnung und Verfeinerung der Achtsamkeit zielen die acht Stufen des Raja Yoga darauf ab, Klarheit im Denken und Verhalten zu fördern und das schlummernde Potenzial des Geistes zu entfalten, um schließlich höhere Intelligenz, Weisheit und wahres Verständnis zu erlangen.
Die acht Stufen sind: 1. Yama (Grundsätze zum Regulierung des äußeren/sozialen Lebens) und 2. Niyama (Disziplinen zur Harmonisierung des inneren/persönlichen Lebens), 3. Asana (stabile Körperhaltung), 4. Pranayama (Atemkontrolle), 5. Pratyahara (Techniken, um den Geist und die Sinne nach innen zu lenken), 6. Dhyana (meditativer Geisteszustand), 8. Samadhi (Erfahrung von ungebrochenem Frieden und innerem Erstrahlen).
Das von Swami Satyananda entwickelte Yoga System betrachtet die die Fähigkeit, mit dem Geist positiv umzugehen, als das Hauptziel von Raja Yoga, daher liegt der Schwerpunkt auf Stufe 5 – Pratyahara. Obwohl viele Pratyahara Techniken bei einfacher, grobstofflicher Achtsamkeit beginnen, ermöglichen die aufeinander aufbauenden Stufen dem systematisch Übenden, schließlich tiefe Zustände des Geistes und des Rückzugs der Sinne zu erfahren und bereiten ihn auf Techniken der Konzentration (Dharana) und schließlich auf Zustände der Meditation (Dhyana) vor.
Für den allgemeinen Yoga Übenden, stellte Swami Satyananda Saraswati die unten stehenden Pratyahara Techniken vor. Er entwickelte die Techniken auf der Grundlage klassischer Schriften und erklärte sie detailliert und systematisch in seinen Werken, unter anderem in „Meditations from the Tantras“ und „Sure ways to Self-Realization“.
Kaya Sthairyam nutzt den physischen Körper als Objekt der Konzentration. Durch das Entwickeln absoluter Stille, zuerst des physischen Körpers, dann der Sinne, der zerebralen Aktivitäten, der Wahrnehmungen und Assoziationen und schließlich der Pranas (Energieströme), zielt die Technik darauf ab, geistige Konzentration zu entwickeln.
Ajapa Japa umfasst die Bewusstheit des Atemflusses, das Bewusstwerden innerer psychischer Passagen und Mantra Rezitation. Es ist ein vollständiges Sadhana, in der traditionell das Mantra So Ham, das dem subtilen Klang des Atems entspricht, Anwendung findet.
Antar Mouna arbeitet mit den Aktivitäten des Wachbewusstseins. Der Übende lernt, seine Gedanken und Gefühle auf neutrale Weise mitzuerleben, und erkennt, wie er nach und nach Anspannung im Geist abbauen, Ruhe herbeiführen und Konzentration entwickeln kann.
Satyananda Yoga Nidra® ist sowohl eine systematische Tiefenentspannungstechnik als auch eine tantrische Meditation, welche dem Übenden vollständige körperliche, geistige und emotionale Entspannung ermöglichen soll. Satyananda Yoga Nidra wird im Liegen auf dem Rücken in Shavasana (Totenhaltung) ausgeführt. Der bei Yoga Nidra geübte Zustand ist dem des Halbschlafs ähnlich. Das Bewusstsein funktioniert jedoch auf einer tieferen Ebene, wodurch sich mentale und emotionale Blockaden lösen, so dass sich das innere Potenzial des Übenden entfalten kann.

### Kriya Yoga
Eines der herausragendsten Kennzeichen des von Swami Satyananda entwickelten Yoga Systems ist die Serie der 20 Kundalini Kriya Techniken. Das Wort „Kriya“ bedeutet so viel wie Aktivität oder Handlung und bezieht sich auf eine der Schlüsselkomponenten des Kriya Yoga Systems – die spezifischen Bewegungen des Bewusstseins. Es ist ein Übungssystem für Fortgeschrittene und soll den Zugang zur feinstofflich-psychischen oder spirituellen Dimension der menschlichen Existenz ermöglichen.
Auf praktischer Ebene zielt es darauf ab, die ruhende Kundalini-Energie zu erwecken Der Sadhaka (ernsthaft Übender) erhält dadurch Zugang zu seinem gesamten menschlichen Potenzial. In den meisten der klassischen Yoga Systeme wird der Geist willentlich unter Kontrolle gebracht. Im Kriya Yoga hingegen wird der Übende nicht aufgefordert, den Zerstreuungen des Geistes entgegenzuwirken. Spezifische, subtile innere Bewegungen befähigen ihn, sein Bewusstsein systematisch zu verfeinern und Energie freizusetzen.
Gegenwärtig gibt es zwei Hauptströmungen des Kriya Yoga: Die von Paramahamsa Yogananda und die von Swami Satyananda. Ursprünglich wurde Kriya Yoga nur in mündlicher Überlieferung direkt vom Lehrer an Schüler weitergegeben. Keine der klassischen Schriften beschreibt die Techniken im Detail, so dass der gewöhnliche Übende verstehen könnte, wie sie anzuwenden sind.
Swami Satyananda erschloss die Wissenschaft des Kriya Yoga und stellte sie der breiteren Öffentlichkeit vor. In den ursprünglichen Schriften werden mehr als 76 Kriyas schemenhaft erwähnt, davon wählte Swami Satyananda 20 aus. Um dieses Wissen den Übenden der heutigen Zeit zugänglich zu machen, beschrieb er die Techniken im Detail und systematisierte sie in einer klaren Struktur, so dass sie über einen Zeitraum von drei Jahren erlernbar sind.
Die Kriya Yoga Techniken, wie sie von Swami Satyananda vorgestellt wurden, bestehen aus einer Kombination von Asana (Körperhaltung), Pranayama (Atemtechniken), Mudra (Gesten), Bandha (innere Verschlusstechniken), Mantra (subtile innere Klänge), Chakra (Energiezentren) Bewusstheit, Wahrnehmung der psychischen Passage und Visualisierung. Er gliederte sie in drei Gruppen: Pratyahara Kriyas, Dharana Kriyas und Dhyana Kriyas, wodurch der Übende in der Lage ist, sich sequentiell durch die entsprechenden meditativen Geistes- und Bewusstseinszustände zu bewegen.
Swami Satyananda initiierte auch einen 3-jährigen Fernkurs in Kriya Yoga, aus dem das Buch A Systematic Course in the Ancient Tantric Techniques of Yoga & Kriya hervorging. Im Zusammenhang mit der Entwicklung des Kriya Yoga Systems führte Swami Satyananda umfassende Forschungen auf dem Gebiet der Kundalini-Energie und der Chakras durch. Daraus entstand das Buch Kundalini Tantra. Es handelt sich dabei um eine der ausführlichsten Schriften, die heute zu diesem Thema erhältlich ist.

## Australian Royal Commission Untersuchung Fall 21: Satyananda Yoga Ashram
Im Jahr 2014 fand die öffentliche Anhörung zur Falluntersuchung der Australian Royal Commission into Institutional Responses to Child Sexual Abuse statt. Sie befasste sich mit dem Umgang des Satyananda Yoga Ashrams (Mangrove Mountain, NSW) im Bezug zu Anschuldigungen des sexuellen Kindesmissbrauchs durch den ehemaligen spirituellen Leiter des Ashrams, Sw Akhandananda Saraswati (eine andere Person, als die, auf den sich dieser Wikipedia-Artikel tatsächlich bezieht), in den 1970er und 1980er Jahren.
Die Zeugenaussagen vor der Australian Royal Commission into Institutional Responses to Child Sexual Abuse vom Jahr 2014, belasten Swami Akhandanada Saraswati auf verschiedene Weise. Berichten der Kommission zufolge, wird Swami Akhandananda Saraswati als gewalttätigen, Sexualstraftäter beschrieben. Die Zeugenaussagen vor der Royal Commission beinhalteten Kindesmissbrauch, Vergewaltigung, Gruppenvergewaltigung, Nötigung und körperliche Misshandlungen wie Schläge und Schnittwunden, welche durch Swami Akhandananda einem jungen Mädchen zugefügt wurden. Ebenfalls sollen Swamis spirituelle „Lehren“ angewendet haben, um junge Menschen so zu manipulieren, dass sie Sex miteinander und mit Erwachsenen hatten. Die Zeugenaussagen deuten auf ein Muster von psychischem, physischem und sexuellem Missbrauch hin, der von zahlreichen Swamis an zahlreichen Kindern und jungen Erwachsenen begangen wurde.

### Schlussbericht zur Royal Commission Untersuchung in Bezug auf Swami Satyananda
Zwei Zeugenaussagen vor der Royal Commission beschuldigten Swami Satyananda Saraswati. Im Schlussbericht zur Untersuchung der Royal Commission, welcher im April 2016 veröffentlicht wurde, wird kein Vorwurf gegen Swami Satyananda erhoben.

## Werke (Auswahl auf Deutsch)
- Asana Pranayama Mudra Bandha. 4. Auflage. Ananda Verlag, 2010, ISBN 978-3-928831-37-6.
- Der Weg zu Yoga. Ananda Verlag, 2015, ISBN 978-3-928831-43-7.
- Surya Namaskar. Ananda Verlag, 2006, ISBN 3-928831-28-3.
- Yoga Nidra. 3. Auflage. Ananda Verlag, 2005, ISBN 3-928831-25-9.